# Miranda Otto
Miranda Lin Otto (Brisbane, Queensland; 15 de diciembre de 1967) es una actriz australiana reconocida mundialmente por el papel de la doncella guerrera Éowyn en la trilogía de El Señor de los Anillos, dirigida por Peter Jackson, y por su papel como Zelda Spellman en la serie Chilling Adventures of Sabrina (Netflix). Proveniente de una familia de actores, comenzó a actuar a los diecinueve años y desde entonces ha aparecido en una amplia variedad de películas de bajo presupuesto, así como en proyectos de grandes estudios.
Su primera actuación notable la representó en Emma's War (1986), en la que interpretó a una adolescente que se muda a Australia durante la Segunda Guerra Mundial. Tras una década de papeles aclamados por la crítica australiana, atrajo la atención de Hollywood al aparecer en dos papeles secundarios, en La delgada línea roja (1998) y What Lies Beneath (2000). No obstante, su interpretación más famosa la llevó a cabo en 2002, cuando se integró en el elenco de las películas de El Señor de los Anillos.
En 2008, protagonizó la serie de televisión estadounidense Cashmere Mafia, que se canceló a mediados de ese año. En 2017 trabajó en la quinta temporada de la serie estadounidense Homeland. En cuanto a su vida privada, la actriz ha estado relacionada sentimentalmente con los actores Richard Roxburgh y Peter O'Brien, lo cual ha sido comentado varias veces en los medios de comunicación.

## Primeros años
Miranda Lin Otto nació en Brisbane (Queensland, Australia), hija de los actores Barry y Lindsay Otto. Su media hermana, Gracie Otto, también es actriz. Sus primeros años los pasó en las ciudades de Newcastle y Brisbane, con un tiempo en Hong Kong en 1973, tras la separación de sus padres. Más adelante pasó algunas semanas en compañía de su padre en Sídney, en las que terminaría desarrollando el interés por la actuación por influencia de su progenitor.
Durante su infancia, Miranda y sus amigos se dedicaban a escribir guiones y diseñar disfraces y volantes en su tiempo libre. Siendo mayor, apareció en varias obras de teatro representadas en el Nimrod Theatre, donde atrajo la atención del director de casting Faith Martin, que le proporcionó, en 1986, un papel en el drama sobre la Segunda Guerra Mundial Emma's War.

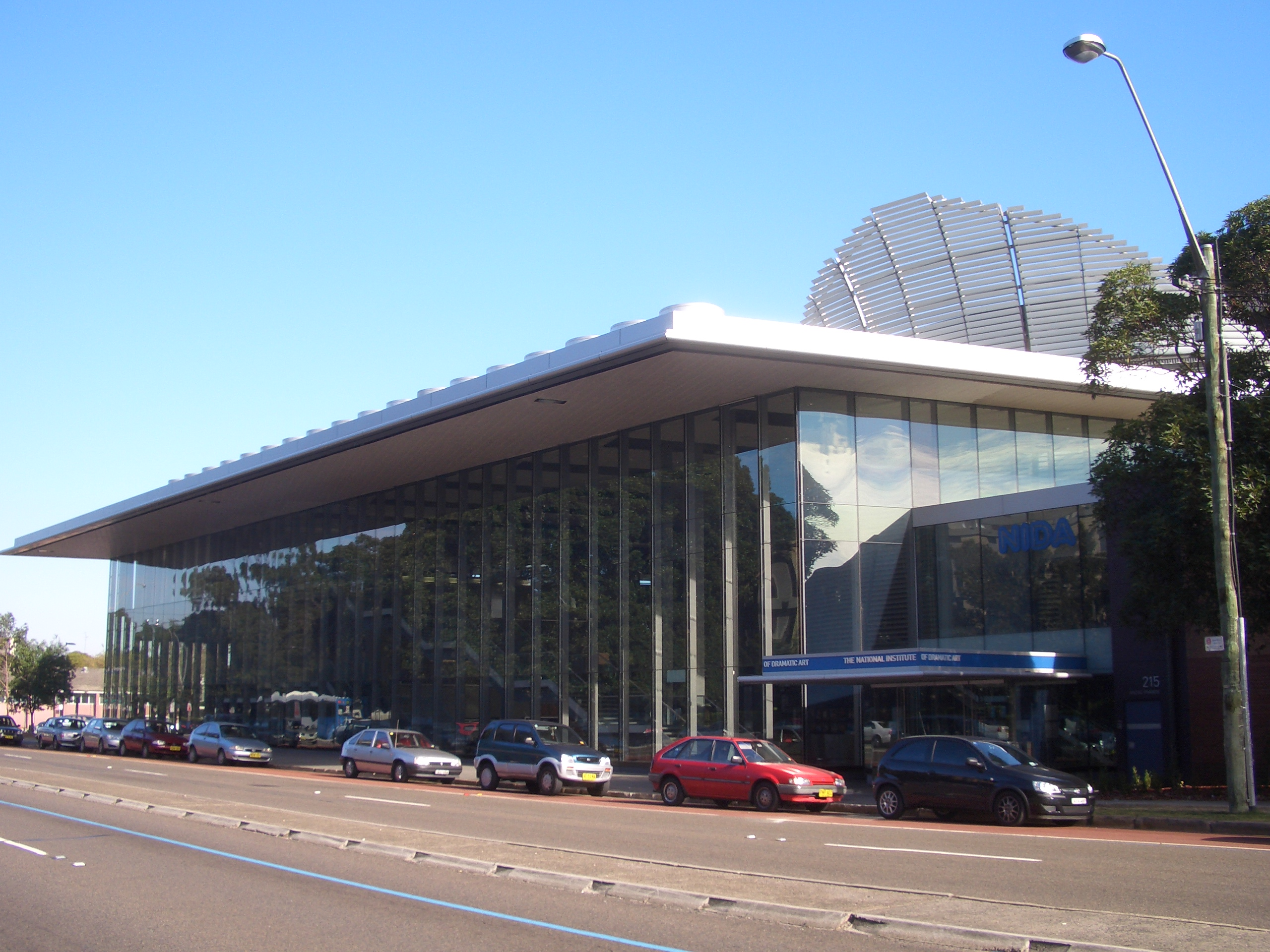
En 1990, Miranda Otto acabó su carrera universitaria en el National Institute of Dramatic Art, en Sídney (Australia).

Durante su etapa adolescente, obtuvo buenas notas en sus estudios, sobresaliendo también en el ballet, que consideró en su momento como una opción universitaria. Sin embargo, tuvo que abandonar esa alternativa por una moderada escoliosis. Finalmente, se graduó del National Institute of Dramatic Art, en Sídney, en 1990. Ya antes de graduarse apareció en pequeños roles cinematográficos, entre los cuales se incluyen las cintas Initiation (1987) y The 13th Floor (1988).

## Carrera

### Inicios
La primera producción en la que participó Miranda Otto tras su graduación fue The Girl Who Came Late, en 1991, consiguiendo con ella atraer la atención de la industria fílmica australiana y del público en general. En la cinta, dirigida por Kathy Mueller, interpretó a Nell Tiscowitz, una joven que podía comunicarse con los caballos. Su actuación le dio su primera nominación como «Mejor actriz» por parte del Australian Film Institute, en 1992.
Su siguiente papel llegó con la producción The Last Days of Chez Nous, que relata las complejas relaciones entre los integrantes de una familia australiana. Su interpretación le valió su segunda nominación por el Australian Film Institute, esta vez en la categoría de «Mejor actriz secundaria». En 1993 participó con un rol estelar, junto a Noah Taylor, en The Nostradamus Kid, una comedia provocativa basada en las memorias del escritor Bob Ellis durante los años 60. Miranda eligió actuar en la cinta porque «estaba fascinada por la época y gente de las que trataba [la historia]». Dos años después, en 1995, asumió un papel menor en la película independiente Sex Is a Four Letter Word.
En 1995 Miranda comenzó a dudar seriamente sobre su carrera como actriz, al no obtener varios papeles para los que había audicionado, por lo que se marchó de su hogar en Newscastle durante casi un año, lapso que aprovechó para pintar la casa de su madre. En 1996, el director Shirley Barrett contrató a Miranda para la película Love Serenade; su personaje, Dimity Hurley, es una joven camarera, tímida y solitaria, que compite con su hermana mayor, Vicky-Ann, para atraer la atención de un famoso DJ de Brisbane. La cinta obtuvo buenas reseñas y los críticos elogiaron la actuación de la actriz; Steve Rhodes, de Internet Reviews, percibió que la interpretación de Miranda era «lo más interesante y divertido» de toda la producción.

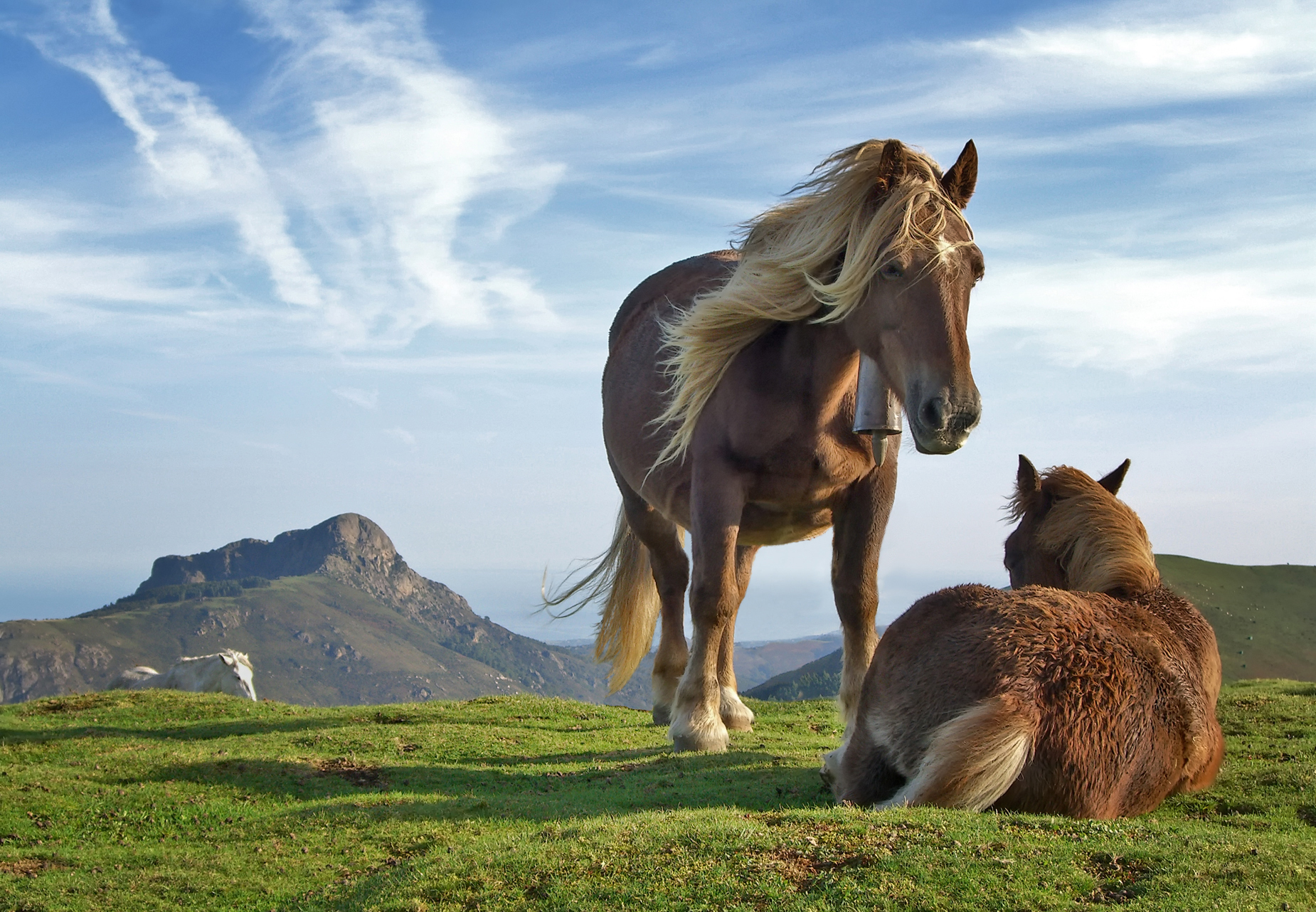
La primera película en la que participó Miranda Otto tras su graduación fue en The Girl Who Came Late de 1991, donde interpretó a una joven que podía comunicarse con los caballos. Su actuación atrajo la atención de la industria fílmica de Australia, valiéndole su primera nominación como «Mejor actriz» del Australian Film Institute.

Los primeros roles protagonistas de Miranda vinieron con las cintas de 1997 The Well y Doing Time for Patsy Cline. Al recibir el guion de The Well, su primera reacción fue evitar leerlo, temiendo que no la eligieran en el proceso de casting por no poder interpretar de manera convincente el papel de Katherine, quien se supone que tiene 18 años de edad, cuando Miranda tenía 30 años en aquel entonces. El filme, dirigido por Samantha Lang, mostró a Miranda como una adolescente envuelta en una relación claustrofóbica con otra mujer solitaria de mayor edad. Tras su estreno, The Well obtuvo críticas divididas; Paul Fisher escribió en su evaluación que la actuación de Miranda no era «convincente» pues estaba «interpretando otro personaje repetitivo sobre el cual muy poco es revelado». Por otra parte, Louise Keller mencionó que Miranda había dado «su mejor actuación hasta ese momento». Si bien la respuesta crítica no resultó ser la esperada, por dicho filme la actriz obtuvo su tercera nominación por el Australian Film Institute. Más tarde, ese mismo año, protagonizó con Richard Roxburgh el drama de bajo presupuesto Doing Time for Patsy Cline, papel que requirió que Miranda interpretara temas countries; tras su estreno, al igual que The Well, obtuvo críticas divididas.
Poco después del lanzamiento de The Well y Doing Time for Patsy Cline, varias revistas y otros medios estuvieron interesados en la trayectoria de la actriz. En 1997 Miranda comenzó a salir con Richard Roxburgh, su compañero de Doing Time for Patsy Cline, y los medios australianos empezaron a hablar sobre ello, una situación a la que Miranda no estaba acostumbrada.
El siguiente proyecto de Miranda vino con la comedia romántica Dead Letter Office (1998), en la que Miranda tuvo su primera oportunidad de actuar al lado de su padre, Barry, quien representó un breve papel. Ese mismo año apareció en In the Winter Dark, dirigida por James Bogle, donde interpretó a Ronnie, una embarazada abandonada por su novio. La película pasó a convertirse en un éxito de crítica en Australia, consiguiendo su cuarta nominación por el Australian Film Institute.
Un pequeño rol en la película de gran presupuesto sobre la Segunda Guerra Mundial La delgada línea roja, protagonizada por George Clooney y Sean Penn, le abrió las puertas a futuras propuestas fuera de territorio australiano, como en Italia, donde coprotagonizó La volpe a tre zampe, una película de bajo presupuesto producida en 2001 y retransmitida por primera vez en la televisión italiana en marzo de 2009.

### Hollywood

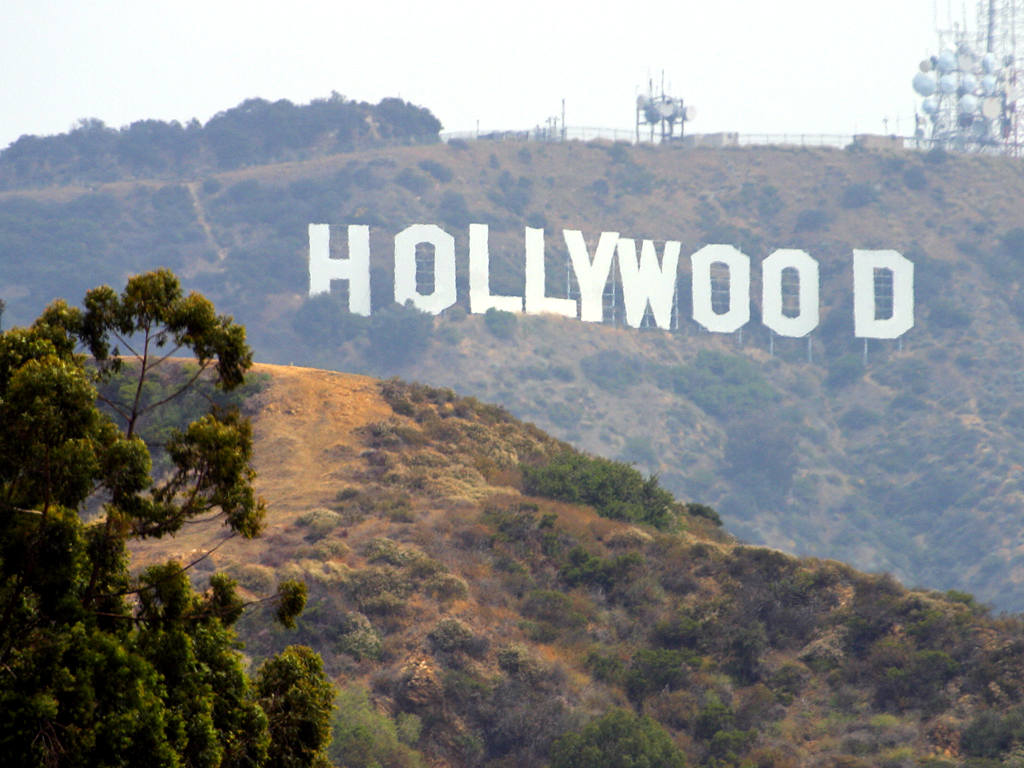
La llegada de Miranda Otto a Hollywood, en 1991, estuvo marcada por su actuación en la cinta What Lies Beneath junto a Harrison Ford y Michelle Pfeiffer.

La primera aparición de Miranda Otto en Hollywood se produjo con Harrison Ford y Michelle Pfeiffer en el thriller de suspenso What Lies Beneath, estrenado en 2000, en el que interpretó a Mary Feur, una vecina misteriosa. Tras su estreno obtuvo críticas variadas, pero a pesar de ello la cinta se convirtió en un éxito internacional, recaudando un total de 291 millones de dólares. En 2001, Miranda obtuvo el papel de una naturalista en la comedia Human Nature. El escritor Charlie Kaufman, impresionado por su actuación en 1999 para su filme Being John Malkovich, decidió recomendarla al director Michel Gondry, programando una audición con él. No obstante, Human Nature obtuvo críticas y recaudaciones desfavorables. El crítico Jeffrey M. Anderson juzgó el acento francés de Miranda y escribió al respecto: «[ella] no parece encajar con lo que tiene a su alrededor». Ese mismo año apareció en la adaptación de la BBC The Way We Live Now, de Anthony Trollope, como una estadounidense tenaz que está decidida a manipular al personaje de Cillian Murphy para que se case con ella.
En 1999 obtuvo el rol de Éowyn, una «doncella escudera» de Rohan, en la trilogía fílmica de El Señor de los Anillos. El director Peter Jackson la eligió tras mirar el video de audición que ella había grabado en Australia. Para su personaje, Miranda pasó seis meses aprendiendo a montar a caballo y ensayando algunas coreografías. El personaje de Éowyn se incorporó en la segunda cinta de la trilogía, El Señor de los Anillos: las dos torres, de 2002; y apareció también en la tercera, El Señor de los Anillos: el retorno del Rey, al año siguiente. La trilogía resultó ser un éxito financiero y crítico, obteniendo la tercera película el premio Óscar como «Mejor película» en 2004. A su vez, la actuación de Miranda le valió una nominación como «Mejor actriz de reparto» por parte de la Academy of Science Fiction, Fantasy & Horror Films.
El siguiente proyecto de la actriz fue la miniserie de televisión australiana Through My Eyes: The Lindy Chamberlain Story, de 2004. El proyecto es un drama que describe la historia de Lindy Chamberlain, una mujer que fue acusada en 1982 de asesinar a su bebé, Azaria, en uno de los asesinatos más controvertidos cometidos en Australia. Miranda obtuvo el rol de Lindy después de que su esposo, Peter O'Brien, fuera elegido como el fiscal Ian Barker en la misma serie. Su interés en el personaje se debía a que este le dio la «oportunidad de explorar un personaje no convencional». En los premios Logie de 2005 Miranda ganó por su actuación el premio como «Mejor actriz en una serie de drama».

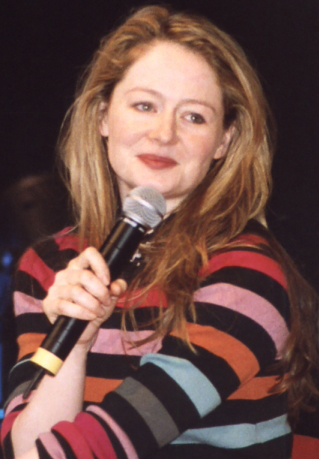
Otto en la Ring*Con de 2006 en Fulda (Alemania).

El cineasta Steven Spielberg, impresionado por la actuación de Miranda en las películas de El Señor de los Anillos, la contactó para preguntarle si quería aparecer junto a Tom Cruise en la cinta de ciencia ficción de gran presupuesto La guerra de los mundos, de 2005. Ella, que estaba embarazada en esa época, creyó que tendría que rechazar el rol, pero el guion fue reescrito para poder contar con ella como parte del elenco. Tras el nacimiento de su hija en 2005, se tomó un descanso del cine para concentrarse en su vida como madre y el teatro australiano.
En 2007, Miranda Otto apareció como Cricket Stewart, la esposa de un director exitoso, en la miniserie de televisión The Starter Wife. Ese mismo año participó en la serie televisiva estadounidense Cashmere Mafia. En esta última interpretó a Juelit Draper, una exitosa ejecutiva que debe confiar en sus amigos para manipular las demandas de su carrera profesional, así como de su familia, en la ciudad de Nueva York. Otto eligió protagonizar la serie debido a que «la televisión estadounidense es tan interesante en estos momentos y, particularmente, los personajes femeninos son absolutamente fantásticos», expresando que «le agradaba la idea de interpretar a un personaje por un largo período y desarrollarlo». Sin embargo, la serie fue cancelada en mayo de 2008.
En 2013 apareció en la película de Bruno Barreto Flores raras (Reaching for the Moon), basada en la novela biográfica de Carmen Lucia de Oliveira sobre el romance de la escritora estadounidense Elizabeth Bishop y la arquitecta brasileña Lota de Macedo Soares.

### Teatro
Miranda Otto tuvo su debut escénico en la producción The Bitter Tears of Petra Von Kant, de 1986, para la Sydney Theatre Company. Tres producciones más para la misma empresa le siguieron a finales de los años 1980 y principios de los años 1990. En 2002, volvió a su trayectoria en el teatro para interpretar a Nora Helmer en A Doll's House, donde actuó junto a su futuro esposo Peter O'Brien. La interpretación le valió una nominación en los premios Helpmann de 2003, así como un reconocimiento australiano en los Premios MO como «Mejor actriz en una obra de teatro».
Su siguiente participación fue en el thriller psicológico Boy Gets Girl (2005), en el que interpretó a Theresa, una reportera que trabaja para una revista de Nueva York. Otto aceptó el proyecto sólo días antes de que se enterara de que estaba embarazada. Robyn Nevin, la directora de la obra, reprogramó la producción de diciembre de 2004 a septiembre de 2005, con tal de que la actriz pudiera aparecer en ella. En 2005, Nevin empezó la preproducción que había ajustado especialmente para la actriz.

## Vida personal
En 1997 Miranda Otto comenzó a salir con el actor Richard Roxburgh, a quien conoció mientras participaba en la producción de la película Doing Time for Patsy Cline. Su relación sentimental con el actor terminó en 2000, debido a que ambos pasaban muy poco tiempo juntos por sus ocupadas agendas de trabajo.
El 1 de enero de 2003, se casó con el actor Peter O'Brien, después de haberlo conocido mientras participaban en la puesta en escena de la obra A Doll's House. Ambos tuvieron una hija, llamada Darcey, nacida el 1 de abril de 2005. El embarazo de la actriz casi la obligó a rechazar su papel en la película La guerra de los mundos. Después del nacimiento de su hija, Miranda limitó su trabajo para poder pasar tiempo con su familia en su hogar de Australia.
Debido a su relación sentimental con Roxburgh a fines de los 90, Miranda se convirtió en el centro de la atención de los medios de comunicación, algo a lo que no estaba acostumbrada. En una entrevista en 2004, comentó que no deseaba volverse tan famosa como la también australiana Nicole Kidman, pues consideraba que «jamás podría lidiar con eso».

## Véase también

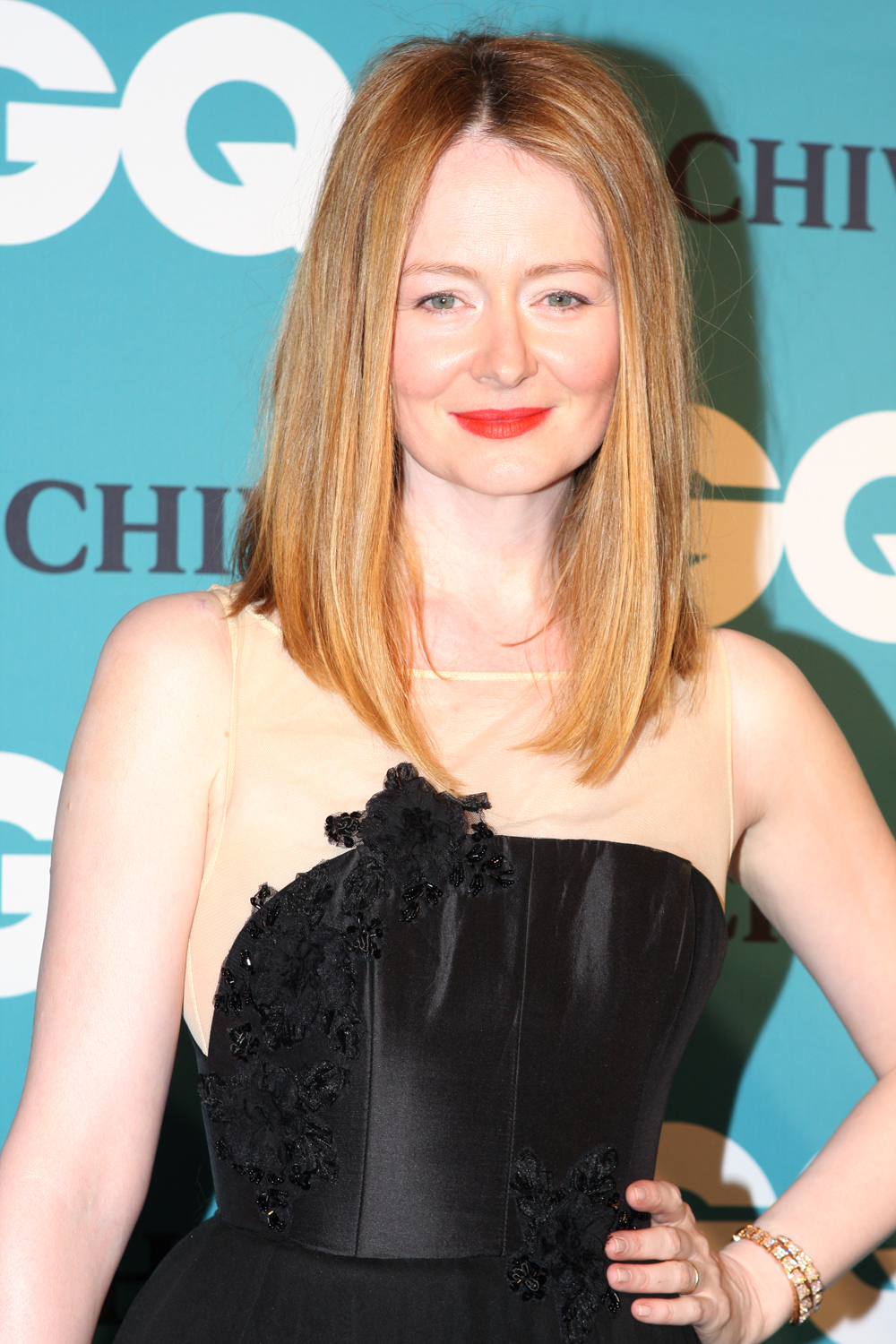
Miranda Otto en The Ivy Ballroom en Sídney, en noviembre de 2012.

## Filmografía, premios y nominaciones

### Cine y televisión
| Año       | Título                                         | Rol               | Notas, premios y nominaciones                                                                     |
| --------- | ---------------------------------------------- | ----------------- | ------------------------------------------------------------------------------------------------- |
| 2024      | The Lord of the Rings: The War of the Rohirrim | Éowyn             | Elenco principal, película animada (narradora)                                                    |
| 2023      | Háblame                                        | Sue               |                                                                                                   |
| 2023      | The Portable Door                              | Judy              |                                                                                                   |
| 2019      | The Silence                                    | Kelly Andrews     |                                                                                                   |
| 2018      | The Chaperone                                  | Ruth St. Dennis   |                                                                                                   |
| 2018-2020 | Chilling Adventures of Sabrina                 | Zelda Spellman    | Serie de televisión                                                                               |
| 2017      | Annabelle: Creation                            | Esther Mullins    |                                                                                                   |
| 2015      | Homeland                                       | Allison Carr      | Serie de televisión                                                                               |
| 2015      | The Daughter                                   | Charlotte         | Acreedora a un premio AACTA y por el Film Critics Circle of Australia                             |
| 2014      | I, Frankenstein                                | Leonore           |                                                                                                   |
| 2013      | Flores raras                                   | Elizabeth Bishop  |                                                                                                   |
| 2010      | Get It at Goode's                              | Patty Williams    |                                                                                                   |
| 2010      | South Solitary                                 | Meredith          |                                                                                                   |
| 2009      | Blessed                                        | Bianca            |                                                                                                   |
| 2009      | In Her Skin                                    | Sra. Barber       |                                                                                                   |
| 2009      | Schadenfreude                                  | Camarera          |                                                                                                   |
| 2008      | Cashmere Mafia                                 | Juliet Draper     | Serie de televisión                                                                               |
| 2007      | The Starter Wife                               | Cricket Stewart   | Miniserie de televisión                                                                           |
| 2005      | La guerra de los mundos                        | Mary Ann Ferrier  |                                                                                                   |
| 2004      | In My Father's Den                             | Penny             |                                                                                                   |
| 2004      | Through My Eyes: The Lindy Chamberlain Story   | Lindy Chamberlain | Miniserie de televisión; acreedora a un premio Logie; nominación por el Australian Film Institute |
| 2004      | El vuelo del Fénix                             | Kelly Johnson     |                                                                                                   |
| 2003      | Danny Deckchair                                | Glenda Lake       |                                                                                                   |
| 2003      | El Señor de los Anillos: el retorno del Rey    | Éowyn             | Nominada por la Academy of Science Fiction, Fantasy & Horror Films                                |
| 2002      | Doctor Sleep                                   | Clara Strother    |                                                                                                   |
| 2002      | Julie Walking Home                             | Julie             |                                                                                                   |
| 2002      | El Señor de los Anillos: las dos torres        | Éowyn             |                                                                                                   |
| 2001      | La volpe a tre zampe                           | Ruth              | Rodada en Italia                                                                                  |
| 2001      | Human Nature                                   | Gabrielle         |                                                                                                   |
| 2001      | The Way We Live Now                            | Sra. Hurtle       | Miniserie de televisión                                                                           |
| 2000      | Kin                                            | Anna              |                                                                                                   |
| 2000      | What Lies Beneath                              | Mary Feur         |                                                                                                   |
| 1999      | The Jack Bull (Sin piedad)                     | Cora Redding      | Película para televisión                                                                          |
| 1998      | Dead Letter Office                             | Alice Walsh       | Nominada por el Film Critics Circle of Australia                                                  |
| 1998      | In the Winter Dark                             | Ronnie            | Nominada por el Australian Film Institute                                                         |
| 1998      | La delgada línea roja                          | Marty Bell        |                                                                                                   |
| 1997      | The Well                                       | Katherine         | Nominada por el Australian Film Institute; nominación por el Film Critics Circle of Australia     |
| 1997      | True Love and Chaos                            | Mimi              |                                                                                                   |
| 1997      | Doing Time for Patsy Cline                     | Patsy             |                                                                                                   |
| 1996      | Love Serenade                                  | Dimity Hurley     |                                                                                                   |
| 1995      | Sex Is a Four Letter Word                      | Viv               |                                                                                                   |
| 1993      | The Nostradamus Kid                            | Jennie O'Brien    |                                                                                                   |
| 1992      | Heroes II: The Return                          | Roma Page         | Película para televisión                                                                          |
| 1992      | The Last Days of Chez Nous                     | Annie             | Nominada por el Australian Film Institute                                                         |
| 1991      | The Girl Who Came Late                         | Nell Tiscowitz    | Nominada por el Australian Film Institute                                                         |
| 1988      | The 13th Floor                                 | Rebecca           |                                                                                                   |
| 1987      | Initiation                                     | Stevie            |                                                                                                   |
| 1986      | Emma's War                                     | Emma Grange       |                                                                                                   |